# Waga Seishun no Arcadia: Mugen Kidō SSX
Waga Seishun no Arcadia: Mugen Kidō SSX (japanisch わが青春のアルカディア·無限軌道SSX) ist eine 1982 produzierte Anime-Fernsehserie, die den im gleichen Jahr erschienenen Animationsfilm Waga Seishun no Arcadia fortsetzt. Sie gehört zum Franchise um Die Abenteuer des fantastischen Weltraumpiraten Captain Harlock, widerspricht der Vorlage jedoch an einigen Stellen. International wurde die Serie als Arcadia of My Youth: Endless Orbit SSX bekannt.

## Handlung
Nach den Ereignissen in Arcadia of My Youth suchen Harlock und seine Freunde, die jetzt von der Illumidas-besetzten Erdenregierung als Outlaws deklariert wurden, nach einem Planeten, auf dem die Menschheit frei leben kann. Auf der Reise müssen sie jedoch feststellen, dass die Illumidas neben der Erde noch andere Planeten erobert haben. Und diese fallen nicht nur als Zufluchtsort aus, sondern hier müssen die Freunde den Verfolgern entkommen, da von den Illumidas ein Kopfgeld ausgesetzt wurde.

## Produktion und Veröffentlichung
Die Serie entstand bei Studio Toei Animation unter der Regie von Tomoharu Katsumata. Das Charakterdesign entwarf Kazuo Komatsubara und die künstlerische Leitung lag bei Iwamitsu Itō. Für das Mechanical Design waren Katsumi Itabashi und Kazutaka Miyatake verantwortlich. Die Produzenten waren Tadashi Matsushima und Yoshio Takami.
Die 22 Folgen des Animes wurden erstmals vom 13. Oktober 1982 bis zum 30. März 1983 von TBS in Japan gezeigt. Eine französische wie auch eine italienische Synchronfassung wurden mehrfach im jeweiligen Fernsehen gezeigt, während eine englische Übersetzung nur auf Kaufmedien erschien.

### Synchronisation
| Rolle             | japanischer Sprecher |
| ----------------- | -------------------- |
| Captain Harlock   | Makio Inoue          |
| Tochiro Oyama     | Kei Tomiyama         |
| Emeraldas         | Reiko Tajima         |
| Kei Yuki          | Yōko Asagami         |
| Miime             | Yuriko Yamamoto      |
| Mister Zone       | Tōru Furuya          |
| Tadashi Monono    | Satomi Majima        |
| Rebi              | Hiromi Tsuru         |
| Capitan Bentselle | Yasurō Tanaka        |
| Doktor Ban        | Jōji Yanami          |

### Musik
Die Musik der Serie wurde komponiert von Shunsuke Kikuchi. Für den Vorspann verwendete man das Lied Oretachi no Funade (おれたちの船出) und der Abspanntitel ist Harlock no Ballad (ハーロックのバラード). Beide Lieder werden gesungen von Ichirō Mizuki.